# Nodalla hackeri
Nodalla hackeri är en insektsart som beskrevs av U. Aspöck och H. Aspöck 1998. Nodalla hackeri ingår i släktet Nodalla och familjen Berothidae. Inga underarter finns listade i Catalogue of Life.